# You Spin Me Round (Like a Record)
"You Spin Me Round (Like a Record)" é uma canção da banda britânica Dead or Alive do seu álbum Youthquake, de 1985. Lançada como single em novembro de 1984, alcançou o número um no Reino Unido em março de 1985, ficando por dezessete semanas no topo. Foi o primeiro hit número um no Reino Unido do trio de produção Stock Aitken Waterman. Na Billboard Hot 100, alcançou o número onze em 17 de agosto daquele ano. Em 2015, a canção foi escolhida pelo público britânico como a 17ª favorita entre canções número um dos anos 1980 em uma votação da ITV. O músico e ator Gary Kemp a descreveu como "uma das melhores canções de disco branca de todos os tempos".
O clipe, que apresenta uma disco ball, integrantes agitando bandeiras de ouro e uma evocação dos seis braços Vishnu, foi dirigido por Vaughan Arnell e Anthea Benton.